# Portaveu del Segre Mitjà
El Portaveu del Segre Mitjà és una publicació creada el 6 de gener de 1978 a Ponts (a la comarca natural del Segre Mitjà) per l'Associació Cultural Portaveu de Ponts.
Fins a l'any 2000 es denominava Portaveu de la comarca del Mig-Segre. Des de 2001 rep el nom actual de Portaveu del Segre Mitjà. Actualment, apareix bimensualment i consta aproximadament de 52 pàgines, està escrita íntegrament en llengua catalana i el contingut és de tipus informatiu d'àmbit comarcal (amb dietari, noticiari, cultura i esports). La revista Portaveu també disposa d'una pàgina web des d'on es pot accedir a la versió digital dels continguts. El 2008, la revista Portaveu del Segre Mitjà celebra els seus 30 anys d'existència amb la publicació d'un volum recopilatori dels 30 anys de la publicació, que inclou les portades i l'índex analític que apareix el 2009. El setembre de 2013 la revista celebrà la publicació del seu número 300.
Entre les activitats més ressenyables de la publicació, a més de l'edició de la revista, llibres i dvd's, cal fer esment a haver encapçalat la iniciativa per la recuperació d'Antoni Samarra i Tugues, l'artista més significatiu de la comarca, promovent l'homenatge que se li reté l'any 1982 i amb tres llibres publicats sobre ell –editats totalment per Portaveu o col·laborant en llur edició–, a més de l'elaboració d'un dossier sobre una proposta de funcionament de la pretesa casa-museu on ell nasqué. Es pot dir, doncs, que la publicació ha destacat pel seu treball en favor de la consolidació de la democràcia i la recuperació de la memòria històrica.
S'ha col·laborat estretament amb l'ACPC, formant part de la junta directiva de l'associació i duent a terme la celebració a Ponts de la 17a Assemblea de l'Associació Catalana de la Premsa Comarcal (1999). S'han organitzat concursos de dibuix i fotografia i així mateix, s'ha estat fent una tasca considerable per a preservar les imatges gràfiques del nostre passat, ja sigui amb la publicació de Ponts, anys enrere o a través de l'Arxiu Gràfic de Ponts, des d'on s'està duent a terme un recull objectiu de la història contemporània de la vila. Ha rebut diverses subvencions de la Generalitat de Catalunya, entre d'altres per la publicació d'Història gràfica de Ponts: des de la Prehistòria fins al 1900, la primera història cronològica local a Catalunya, editada en DVD. També s'ha col·laborat en la normalització lingüística del català. Durant la seva història, ha publicat diversos treballs de recerca, com l'article de Pere Novau i Gost, La Generalitat de Catalunya i la Noguera, on queda palés que dos presidents de la Generalitat estan enterrats a l'església de Seró. La revista ha rebut el premi Humbert Torres i Consell Comarcal de La Noguera.